# Оттакринг
Оттакринг (нем. Ottakring) — шестнадцатый район Вены.  Сформирован в 1892 году из деревень Оттакринг и Нойлерхенфельд (Neulerchenfeld).
Площадь района составляет 8,7 км², население — 102 480 человек (1 января 2021), плотность населения — 11 889 чел./км².
Оттакринг расположен на западе Вены.  Граничит с районами Хернальс на севере, Йозефштадт и Нойбау на востоке (к центру Вены), Рудольфсхайм-Фюнфхаус на юге и Пенцинг на юге и западе.  В Оттакринге находится одна из конечных станций 3-й линии метро.  Крупнейшей улицей района является Талиаштрассе (Thaliastraße). С Оттакрингом соседствует лесистый холм Галицынберг, названный в честь российского посла.

## Население
| Год  | Численность |
| ---- | ----------- |
| 2005 | 91997       |
| 2006 | 93817       |
| 2007 | 93877       |
| 2008 | 94193       |

| Год  | Численность |
| ---- | ----------- |
| 2009 | 94526       |
| 2010 | 94816       |
| 2011 | 94951       |
| 2012 | 95704       |

| Год  | Численность |
| ---- | ----------- |
| 2013 | 97565       |
| 2014 | 99094       |
| 2015 | 100738      |
| 2016 | 102605      |

| Год  | Численность |
| ---- | ----------- |
| 2017 | 104323      |
| 2018 | 104627      |
| 2019 | 103785      |
| 2020 | 103117      |